# Blenda polimérica
Uma blenda polimérica ou mistura polimérica é um membro de uma classe de materiais análoga às ligas metálicas, em que pelo menos dois polímeros são misturados para criar um novo material com propriedades físicas diferentes.

## Conceitos básicos
As blendas poliméricas podem ser amplamente divididas em três categorias:
- Blendas poliméricas imiscíveis (blendas poliméricas heterogêneas): Esse é, de longe, o grupo mais populoso. Se é feita uma mistura de dois polímeros, duas temperaturas de transição vítrea serão observadas.
- Blendas poliméricas compatibilizadas: São blendas poliméricas imiscíveis que apresentam propriedades físicas macroscopicamente uniformes. As propriedades macroscopicamente uniformes são geralmente causadas por interações suficientemente fortes entre os polímeros que compõem a blenda.[2]
- Blendas poliméricas miscíveis (blendas poliméricas homogêneas): São blendas poliméricas que apresentam apenas uma fase em sua estrutura.[3] Nesse caso, apenas uma temperatura de transição vítrea deve ser observada.[4]

O uso do termo liga polimérica para se referir a uma blenda polimérica é desencorajado, já que o primeiro termo inclui copolímeros multifásicos, mas exclui blendas poliméricas incompatíveis.